# Michel Médinger
Michel Medinger, né le 18 avril 1941 et mort le 14 janvier 2025,, est un photographe luxembourgeois.

## Biographie
En 1964 il a participé comme représentant du Luxembourg aux Jeux olympiques d'été de 1964.

## Collections
- Château d'eau de Toulouse

## Expositions personnelles
- 2008 : Grande salle de Robien, Saint-Brieuc
- 2006 : Luxembourg House, New York - Galerie Permadocument, Bruxelles
- 2005 : France, Strasbourg : Stimultania - L'été de la Photographie Stimultania - Strasbourg / Galerie Vrais Rêves
- 2004 : Galerie Forlivese, Bertinoro, Italie
- 2003 : Center for Photographic Art, Carmel-by-the-Sea, Californie - Maison du Luxembourg, Berlin
- 1994 : Promenade Photographique en Pyrénées - Tarbes - Galerie Ken Damy - Brescia Italie
- 1993 : Festival de l'Image Le Mans / Galerie Vrais Rêves
- 1992 : Galerie Nei Liicht, Luxembourg
- 1988 : Galerie Hénin Beaumont avec le concours de la Galerie Michelle Chomette, Paris
- 1986 : Galerie Objectiv, Saarbrucken
- 1985 : Galerie 52, Luxembourg
- 1983 : Old Cost House Gallery, Pacific Grove Californie

## Expositions Collectives
- 2004 : La galerie fait sa foire Galerie Vrais Rêves, Lyon
- 2003 : La galerie fait sa foire Galerie Vrais Rêves, Lyon
- 2002 : La galerie fait sa foire Galerie Vrais Rêves, Lyon
- 1993 : Estival 93 Hôtel du Musée Arles / Galerie Vrais Rêves

Regard sur la création photographique Luxembourgeoise Galerie Vrais Rêves, Lyon 
L'esprit du Temps Villa du Parc - Annemasse
- 1992 : Polaroïd Sélection N° 6 I.D. International Edimbourg GB
- 1990 : SIRP de Royan
- 1988 : Polaroïd Sélection N°4
- 1986 : Prix Spécial du Fonds Culturel du Luxembourg

## Publications
- Cabinets de curiosités, chez Higgins
- 2007, China Round Trips, par Michèle Koltz-Chedid, Ruo Shi, Michel Medinger